# No Baggage
No Baggage è il secondo album di Dolores O'Riordan ed è stato pubblicato il 21 agosto 2009 in Irlanda, il 24 agosto in tutto il mondo, fatta eccezione per il Nord America, dove è stato messo in vendita dal giorno seguente. Il primo singolo estratto è stato The Journey, in vendita dal mese di luglio 2009 in Nord America e dal 10 agosto in Europa, ma che è già possibile ascoltare e votare qualche giorno prima su MTV.
L'album contiene anche una nuova versione di Apple of My Eye, brano contenuto nel precedente album di O'Riordan, Are You Listening?. Dal 13 luglio 2009, è stato resa disponibile gratuitamente la canzone Stupid, sul sito ufficiale, per un tempo limitato.

## Il disco
Le atmosfere del disco sono decisamente più quiete e a fuoco del lavoro precedente (Are You Listening?). In un'intervista Dolores ha affermato che il disco parla di lei, della sua mente e della sua visione del mondo, dopo essersi concentrata molto sulla famiglia con il primo album.

## Tracce
La tracklist è stata rivelata sul sito ufficiale di Dolores O'Riordan.
1. Switch Off the Moment - 3:16
2. Skeleton - 3:22
3. It's You - 4:09
4. The Journey - 3:50
5. Stupid - 4:42
6. Be Careful - 4:18
7. Apple of My Eye (New Version) - 4:42
8. Throw Your Arms Around Me - 4:23
9. Fly Through - 3:52
10. Lunatic - 4:25
11. Tranquilizer - 3:49

### Bonus tracks
1. You Set Me on Fire
2. Loser (new version - b-side del singolo The Journey)
3. I Want You

## Singoli
1. The Journey
2. Switch Off the Moment

## Formazione
- Dolores O'Riordan - voce, pianoforte
- Marco Mendoza - basso
- Ger Farrell - batteria
- Dan Brodbeck - chitarra, basso (traccia 4)
- Corey Thompson - batteria (traccia 5), percussioni (traccia 8)
- Steve DeMarchi - chitarra (traccia 5)
- Dennis DeMarchi - pianoforte (traccia 5)

## Classifiche
| Classifica (2009) | Posizione massima |
| ----------------- | ----------------- |
| Belgio (Fiandre)  | 75                |
| Belgio (Vallonia) | 31                |
| Francia           | 30                |
| Italia            | 6                 |
| Spagna            | 48                |
| Svizzera          | 25                |

### Classifica italiana
| Posizione | 29 | 6 | 7 | 27 | 27 | 48 | 65 | 94 | 100 |